# Terminátor könyvek
A terminátor univerzumban játszódó történetek, melyek bemutatják hogyan alakult ki az ellenállás és hogyan győzte le az emberiség a gépeket.

## A filmek regényváltozatai
- Randall Frakes-Bill Wisher: A Terminátor, 1992, ISBN 963776707X
- Randall Frakes: Terminátor 2 - Az ítélet napja, 1992, ISBN 9637457410
- David Hagberg: Terminátor 3 - A gépek lázadása, 2003, ISBN 9639441864
- Alan Dean Foster: Terminátor: Megváltás, 2009, ISBN 9789639890381
- Timothy Zahn: Terminátor: Megváltás - Hamvaiból a főnix, 2011, ISBN 9789639890909

### A Terminator 2 hivatalos folytatása
- S.M. Stirling: A hasonmás (Terminátor 2), 2005 ISBN 9634971008
- S.M. Stirling: Közelgő vihar (Terminátor 2), 2006, ISBN 9634971202
- S.M. Stirling: A jövő háborúja (Terminátor 2), 2007, ISBN 9789634971443

### Terminátor 3 könyvek
- Terminator 3 : Terminator Dreams
- Terminator 3 : Terminator Hunt

## Középkor sorozat
Történet: Egy véletlenül a középkori múltba, 1191-be került harmadik Terminátor és megállítóinak története a harmadik keresztes hadjárat idején.
- 1. Mark F. Wilson: Démon a jövőből, (1994), ISBN 963 434 055-5
- 2. Mark F. Wilson: Orgyilkos, (1995) ISBN 963 434 098 9
- 3. Mark F. Wilson: A gólem, LAP-ICS, (1995) ISBN 963 434 1519
- 4. Mark F. Wilson: A leszámolás, (1995) ISBN 963 434 200 0
- Összkiadás 1-4. A pusztítás démona, (1995) ISBN 9634341667

## Halálzóna sorozat
Történet: Történetek 2029-ből, amelyek bemutatják, tulajdonképp hogyan is győzték le a Skynetet John Connor és emberei.
- 1. Mark F. Wilson: Halálzóna, LAP-ICS,1996, ISBN 963-434-183-7
- 2. Mark F. Wilson: Ellencsapás, LAP-ICS, 1996 ISBN 963-434-208-6
- 3. Mark F. Wilson: Invázió, LAP-ICS, 1996 ISBN 963-434-229-9
- 4. Mark F. Wilson: Tűzvihar, LAP-ICS, 1997 ISBN 963-434-267-1
- 5. Christopher Sethfield: Esélytelenek, LAP-ICS, 1997 ISBN 963-434-287-6
- 6. Christopher Sethfield: Folyékony fém, LAP-ICS, 1997 ISBN 963-434-307-4
- 7. Christopher Sethfield: A stratéga, LAP-ICS, 1998 ISBN 963-434-345-7
- 8. Christopher Sethfield: Megtorlás, LAP-ICS, 1998 ISBN 963-434-353-8
- 9. Christopher Sethfield: Fémpokol, LAP-ICS, 1999 ISBN 963-434-357-0

Összkiadás 1-3. Mark F. Wilson: Halálzóna / Ellencsapás / Invázió, Cherubion,  2007, ISBN 978-963-956-655-2
Összkiadás 4-5. Mark F. Wilson – Christopher Sethfield: Tűzvihar / Esélytelenek, Cherubion, 2007 ISBN 978-963-956-656-9
ֳ

## Halálosztó 2029 sorozat
Történet: A Skynet és a kiborgok különböző nemzedékei, típusai elleni ellenállás és gerillaharc 2029-ig.
- 1. Christopher Sethfield: Rideg évek, 1999, ISBN 9639110647
- 2. Christopher Sethfield: A Próféta, Cherubion, 2000, ISBN 9639110698
- 3. Christopher Sethfield: Rajtaütés, Cherubion, 2000, ISBN 9639110809
- 4. Oliver Thompson Seabird: Különleges kommandó, Cherubion, 2000, ISBN 9639110930
- 5. Oliver Thompson Seabird: Kétesélyes játszma, Cherubion, 2000, ISBN 9639346004
- 6. Anthony Sheenard: Két tűz között, Cherubion, 2001, ISBN 9639346039
- 7. Christopher Sethfield: Vadászok vadásza, Cherubion, 2001, ISBN 9639346128
- 8. Christopher Sethfield: Túlélők háborúja, Cherubion, 2001, ISBN 9639346322
- 9. Christopher Sethfield: Orosz rulett, Cherubion, 2001, ISBN 963934639X
- 10. Ricardo Crosa: A végítélet gyermeke, Cherubion, 2002, ISBN 9639346446
- 11. Ricardo Crosa: Drótfátyol, Cherubion, 2002, ISBN 9639346578
- 12. Christopher Sethfield: A Gépisten tévedése, Cherubion, 2002, ISBN 9639346675
- 13. Christopher Sethfield: Vérvörös hajnal, Cherubion, 2003, ISBN 9639346861
- 14. Chuck Palmer: Totális annihiláció, Cherubion, 2003, ISBN 9639566047
- 15. John Y. Olineast: Szintetikus rémálom, Cherubion, 2004,  ISBN 9639566225
- 16. Allen Newman: Gép/ember, Cherubion, 2005, ISBN 9639566233
- 17. Peter Sanawad: Ártatlan vér, Cherubion, 2005, ISBN 9639566292
- 18. Gabriel Wraith: Révület, Cherubion, 2006, ISBN 9639566403
- 19. John Y. Olineast: A mutáns, Cherubion, 2006, ISBN 9639566403

Összkiadás: Ragálykommandó - Antológia, Cherubion,  2010